# مون‌لایت بونی رنچ
مون‌لایت بونی رنج (به انگلیسی: Moonlite BunnyRanch) روسپی‌خانه‌ای است واقع در ماوندهاوس، نوادا که در فاصله ۶ کیلومتری کارسون‌سیتی قرار دارد.
در ابتدا مهمانخانه بین راهی بود که در سال ۱۹۵۵ تأسیس شد. این مهمانخانه به‌طور پنهانی تا سال ۱۹۷۱ که فحشا در ایالت نوادا قانونی شد به کار خود ادامه داد ولی به تدریج متروک شد تا اینکه دنیس هوف این مهمانخانه را به ارزش ۷۰۰۰۰۰ دلار در سال ۱۹۹۳ خرید و با هزینه ۵۰۰۰۰۰ دلار آن را بازسازی و تبدیل به یک روسپی‌خانه شیک کرد.
در فوریه ۲۰۰۹ مجتمع مون‌لایت بونی رنچ به آزادراه شماره ۵۰ ایالات متحده متصل شد تا مشتریان جنسی بهتر بتوانند به روسپی‌خانه دسترسی پیدا کنند.
از روسپی‌خانه مون‌لایت رنچ و کارگران جنسی شاغل در آن به عنوان لوکیشن در موارد متعدد برای ساخت سریال‌ها و مستندهای تلویزیونی استفاده شده‌است.

## جنجال‌ها
در سپتامبر ۲۰۰۸ یک زن ۲۲ ساله به نام ناتالی دیلان، پرده بکارت خود را در مون‌لایت بونی رنچ به حراج گذاشت. خواهر ناتالی که دوسال پیش در مون‌لایت بونی رنچ شاغل بود به رسانه‌ها اعلام کرد که هیچ نقشی در تصمیم خواهرش نداشت. ظاهراً ناتالی برای تأمین هزینه تحصیلی خودش تصمیم به حراج پرده بکارت خود گرفته بود، دنیس هوف با پرداخت ۲۵۰۰۰۰ برنده این حراج شد.

## سرنوشت مون‌لایت بونی رنچ پس از مرگ دنیس هوف
دنیس هوف مالک مون‌لایت بونی رنچ در ۱۶ اکتبر ۲۰۱۸ درگذشت و مون‌لایت بونی رنچ به عنوان شرکت سهامی به تن‌فروشان روسپی‌خانه واگذار شد.